# 静岡県の市町村歌一覧
静岡県の市町村歌一覧（しずおかけんのしちょうそんかいちらん）は、日本の静岡県に属する市町村で制定されている、もしくは過去に制定されていた市町村歌などの自治体歌やそれに準じた楽曲の一覧である。なお、一覧の順序は全国地方公共団体コード順による。

## 概説
静岡市や浜松市では戦前から市歌が制定されていたが、いずれも平成の大合併を受けた廃止に伴い代替わりしているため現存するものでは町制時代に作られた楽曲を改題・継承している熱海市や三島市の方が古い歴史を有している。2005年（平成17年）に廃止された浜松市の旧市歌を作詞した森鷗外を筆頭に熱海市の坪内逍遥、三島市の大岡博、伊東市のサトウハチローなど著名な文人が作詞を手掛けている市歌が多いことも特徴である。2015年（平成27年）にはいずれも新設合併10周年を記念して磐田市、伊豆の国市、牧之原市が新市歌を制定した。
近年、中部以西を中心に市町村歌を市町村防災行政無線の時報として採用している自治体が増えている。
町部では県央の駿河地域で制定率が高いのに対し、東部の伊豆地域と西部の遠江地域は制定率が低くなっている。

## 静岡市
- わたしの街 静岡[1] - 2005年（平成17年）4月13日制定

作詞：静岡市選歌 補作・作曲：小椋桂 作曲：川辺真
- まるちゃんの静岡音頭[2] - 2013年（平成25年）発表

作詞：さくらももこ 作曲：細野晴臣 編曲：小山田圭吾
漫画『ちびまる子ちゃん』の原作者で清水区出身のさくらももこがプロデュースした市民音頭。「歌詞の内容が清水区に偏り過ぎている」と言う批判がある。
静岡市の区では政令指定都市移行後に区歌や区民音頭を作成する目立った動きは無いが、清水区の旧清水市域では1961年（昭和36年）に市民音頭として作成された「日本平音頭」（作詞：池田誠一郎 補作：岩瀬ひろし 作曲：上原げんと）などの楽曲が自主的に継承されている。

## 浜松市
- 浜松市歌[4] - 2007年（平成19年）7月1日制定

作詩：林望、作曲：伊藤康英
2代目の市歌である。11市町村編入合併に際し、合併協議会で行われた新市歌制定の申し合わせに基づいて制定された。

### 浜松市の区民音頭
2024年（令和6年）に再編される以前の浜松市の一部の区には区民音頭が存在していた。制定経緯は合併前に市民音頭として作られたものや合併後に作られたものなど様々である。
- 旧浜北区‥浜北音頭[5]

作詞：成瀬左千夫 作曲：北村秀男
合併前に浜北市の市民音頭として作られ、編入合併後も区民音頭として継承されていた。
- 天竜区‥天竜二俣音頭 - 2014年（平成26年）発表[6]

作詞・作曲：清水弘志

## その他市部
沼津市
- 沼津市歌[7] - 1955年（昭和30年）7月1日制定

作詞：高橋清 補作：芹沢光治良 作曲：中田喜直
愛鷹村など4村との合併を記念して制定。
熱海市
- 熱海市歌[8] - 1923年（大正12年）発表、1977年（昭和52年）4月10日制定

作詞：坪内逍遥 作曲：弘田龍太郎
町制時代に町歌として作られたものを市制施行後に改題・継承し、1977年（昭和52年）に制定の告示が行われた。詞・曲とも著作権の保護期間を満了（パブリックドメイン）。
三島市
- 三島市歌 - 1931年（昭和6年）制定

作詞：大岡博 作曲：堀内敬三
町制時代に町歌として制定され、市制施行後に改題・継承。
富士宮市
- 富士宮市歌[11] - 1967年（昭和42年）11月1日制定

作詞：富士宮市選定 作曲：小山章三
市制25周年記念。
伊東市
- 伊東市民の歌 - 1963年（昭和38年）4月発表

作詞：サトウハチロー 作曲：中田喜直
事実上の市歌とされており市制50周年記念式典でも演奏されたが、制定の告示が無いため市では「正式な市歌は存在しない」としている。
島田市
- 島田市歌[12] - 2010年（平成22年）制定

作詞：石井昭吉 作曲：高田三郎
新設合併に際し合併協議会で「新市において新たに制定する」との申し合わせに基づいて検討した結果、1948年（昭和23年）8月1日に制定された（旧）島田市歌（作詞：鶴橋仁作）の旋律を継承して歌詞を一新した。同様の方式を採った事例には群馬県太田市の「太田市の歌」がある。
富士市
- 富士市民歌[13] - 1967年（昭和42年）3月制定

作詞：柴田忠夫 作曲：宇野誠一郎
磐田市
- ふるさと いわた[14] - 2015年（平成27年）4月1日制定

作詞：河島俊明 作曲：山下康介
2代目（新設合併後の磐田市としては初代）の市歌である。
焼津市
- 焼津市民歌[15] - 1966年（昭和41年）11月1日制定[9]

作詞：服部順市 作曲：古関裕而
掛川市
- 掛川市歌[16] - 2006年（平成18年）5月13日制定

作詞：菅沼孝行 補作：土屋智宏 作曲：大野雄二
2代目（新設合併後の掛川市としては初代）の市歌である。
藤枝市
- 藤枝市歌[17] - 1979年（昭和54年）3月31日制定

作詞：阿部照子 補作：桑高房治 作曲：渡辺浦人
御殿場市
- 御殿場市市歌[18] - 1960年（昭和35年）8月22日制定

作詞：佐佐木信綱 作曲：信時潔
袋井市
- 袋井市歌〜ここがふるさと〜[19] - 2006年（平成18年）4月1日制定

作詞：谷山浩子 作曲：大島ミチル
2代目（新設合併後の袋井市としては初代）の市歌である。
下田市
- （未制定）[9]

市民音頭として「下田観光音頭」が存在する。
裾野市
- 裾野市歌[20] - 1971年（昭和46年）制定[9]

作詞：遠藤佐市郎 作曲：勝又勝右衛門 補作曲：服部正
湖西市
- 湖西市歌[21] - 1972年（昭和47年）1月1日制定[9]

作詞：夏目忠男 作曲：本間彦作
伊豆市
- （未制定）[9]

修善寺町外3町合併協議会では、市歌の制定に関する取り決めは特に行われなかった。
合併新設記念ソングとして「サイの神」（Rin'）がある。
御前崎市
- わがまち御前崎[22] - 2007年（平成19年）3月22日制定

作詞：鳥山清子 作曲：大島ミチル
菊川市
- （未制定）[9]

小笠町・菊川町合併協議会では「新市において新たに定める」と取り決められているが、実現していない。
伊豆の国市
- 伊豆の国市の歌 -夢色の空-[24] - 2015年（平成27年）4月1日制定

作詞：伊豆の国市歌制作委員会 作曲：荻久保和明
- 伊豆の国音頭 - 2014年（平成26年）7月1日発表[25]

牧之原市
- うみ・そら・みどり牧之原[26] - 2015年（平成27年）制定

作詞：朝倉修 補作：志賀大介 作曲：四方章人 編曲：柴崎博昭
合併10周年記念。

## 町部
賀茂郡東伊豆町
- そんな町です東伊豆[27]

作詞：私たち 作曲：僕たち
賀茂郡河津町
- 河津桜・音頭 - 2003年（平成15年）発表

作詞：神城京介 作詞・作曲：長谷川ひろのぶ 編曲：小松洋一
賀茂郡南伊豆町
- （不明）

賀茂郡松崎町
- 松崎音頭[28] - 1983年（昭和58年）発表

作詞：いではく 作曲：遠藤実 編曲：只野通泰
賀茂郡西伊豆町
- （不明）

田方郡函南町
- 函南讃歌[29] - 1998年（平成10年）発表

作詞：土屋弘光 作曲：小林登
函南町文化協会選定で、正式な町歌ではないが町の行事でも演奏されている。
駿東郡清水町
- 清水町歌[30] - 1978年（昭和53年）11月8日制定

作詞：大岡博 作曲：高木東六
駿東郡長泉町
- 長泉町歌[31] - 1991年（平成3年）制定

作詞：上田治史 作曲：友永志津
町制30周年記念。
駿東郡小山町
- 小山町歌[32] - 2023年（令和5年）6月制定

作詞・作曲：秋田悦夫
町制110周年記念。
- 小山町賛歌 〜ふるさとの風〜 - 2012年（平成24年）発表

町制100周年記念歌。
榛原郡吉田町
- やさしさに抱かれて[33]

作詞：北村圭子 作曲：川辺真
榛原郡川根本町
- （未制定）

中川根町・本川根町合併協議会では合併後の町歌について「新町において新たに定めるものとする」との申し合わせが実施されているが、実現していない。
周智郡森町
- 夢 未来 森町[35] - 2015年（平成27年）10月1日発表

作詞：奥宮恒代 作曲：加藤由美子
合併60周年記念歌。民間の「遠州森夢力の会」が選定し、町役場により「森町賛歌」として採用された。

## 廃止された市町村歌
静岡市
- 静岡市歌（初代） - 1905年（明治38年）3月3日制定

作詞：田辺友三郎 作曲：田村虎蔵
日露戦争の勝利を祝う凱旋歌として作られた楽曲が市歌に採用された。詞・曲とも著作権の保護期間を満了（パブリックドメイン）。
- 静岡市歌（2代目） - 1937年（昭和12年）10月21日制定

作詞：大川浩 作曲：信時潔
2代目の市歌である。
清水市
- 我らの港 - 1959年（昭和34年）10月16日制定

作詞：長田恒雄 作曲：服部正
吉原市
- 吉原市民歌[38] - 1958年（昭和33年）制定

作詞：山宮允 作曲：山田耕筰
浜松市
- 浜松市歌（旧）[39] - 1921年（大正10年）発表、1971年（昭和46年）7月1日制定

作詞：森林太郎 作曲：本居長世
初代の市歌である。作詞者の「森林太郎」は森鴎外の本名で、横浜市歌と共に鴎外作詞の市歌として有名であったが合併協議会の申し合わせを受けて廃止された。詞・曲とも著作権の保護期間を満了（パブリックドメイン）。
天竜市
- 天竜市民の歌 - 1963年（昭和38年）制定[40]

作詞：鈴木喜一 作曲：山田昌弘
磐田市
- 磐田市歌

作詞：関根利雄 作曲：山口道
初代（新設合併前の旧市）の市歌である。
掛川市
- 掛川市市歌 - 1967年（昭和42年）4月1日制定[41]

初代（新設合併前の旧市）の市歌である。
袋井市
- 袋井市歌 - 1979年（昭和54年）11月3日制定[42]

初代（新設合併前の旧市）の市歌である。
磐田郡龍山村
- 生命は若く - 1976（昭和51）年10月10日制定

作詞：山本澄子 作曲：木津文彦
村歌としては廃止されたが、合併後も旧村域の浜松市天竜区龍山町では防災行政無線を通じた演奏が継続されている。